# Sandeq Race

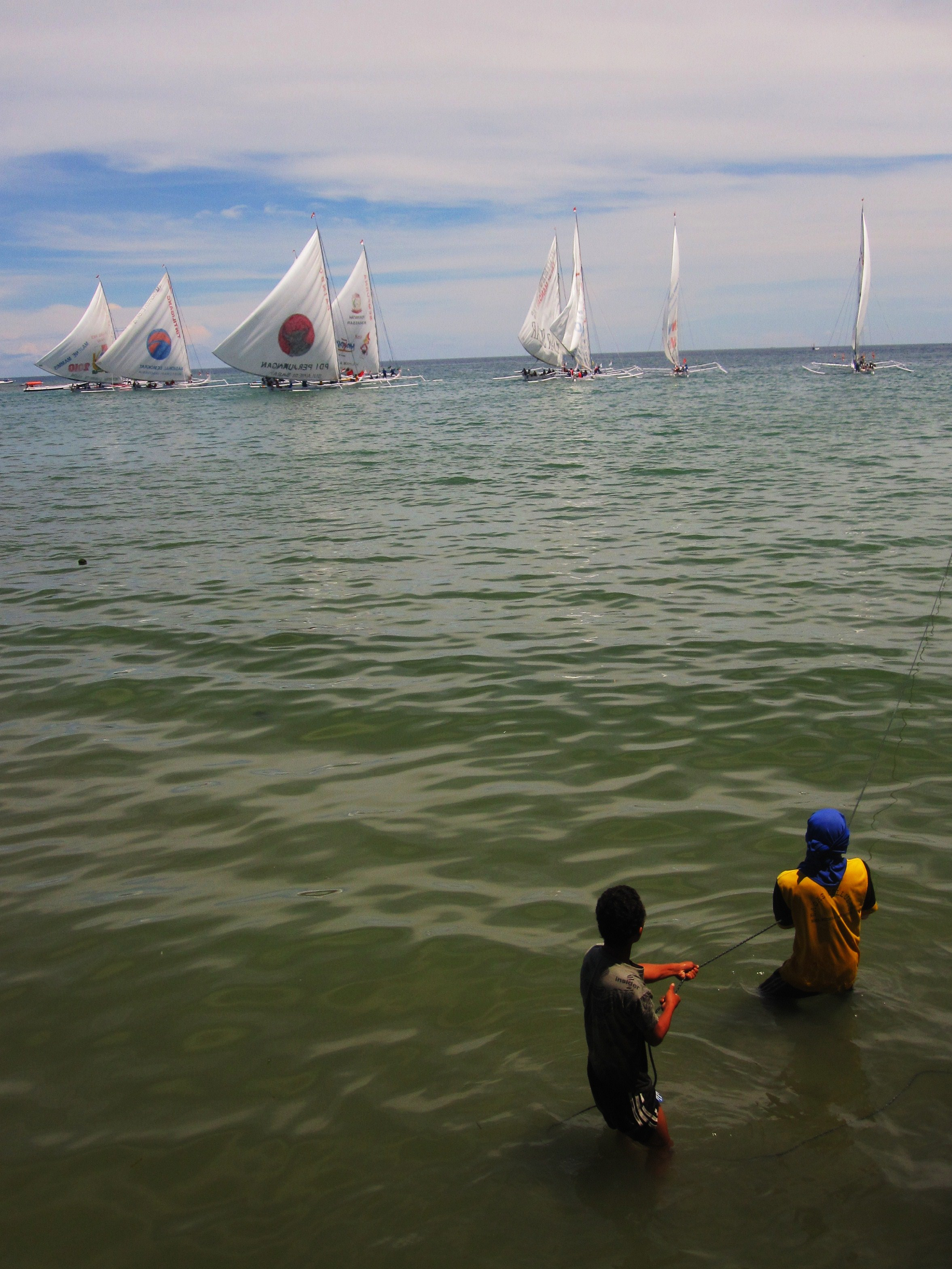
La Sandeq Race à Majene

La Sandeq Race est une compétition nautique annuelle qui a lieu en août le long de la côte orientale de l'île de Sulawesi en Indonésie. Les bateaux sont des voiliers sandeq, bateaux de pêche traditionnels des Mandar, une population de la province de Sulawesi occidental.

## Historique
La première course s'est tenue en 1995. En 2008, la course a réuni plus de 50 équipages de 8 hommes chacun. Pendant les quelque 10 jours de sa durée, des événements culturels attirant des dizaines de milliers de spectateurs sont organisés dans les différents ports d'étape de la course.

## Parcours
Le parcours représente plus de 300 milles nautiques. La course part de Mamuju, la capitale de Sulawesi occidental, et se termine à Makassar, la capitale de la province de Sulawesi du Sud. Les principales étapes sont Malunda, Majene, Polewali, Pare-Pare et Barru.